# 범어사 명부전
부산 범어사 명부전(釜山 梵魚寺 冥府殿)은 부산광역시 금정구, 범어사에 있던 건축물이다. 1986년 5월 29일 부산광역시의 유형문화재 제22호로 지정되었으나, 화재로 소실되어 1988년 11월 1일 문화재 지정이 해제되었다.

## 참고 자료
- 범어사명부전 - 국가유산청 국가유산포털